# Anton von Frisch

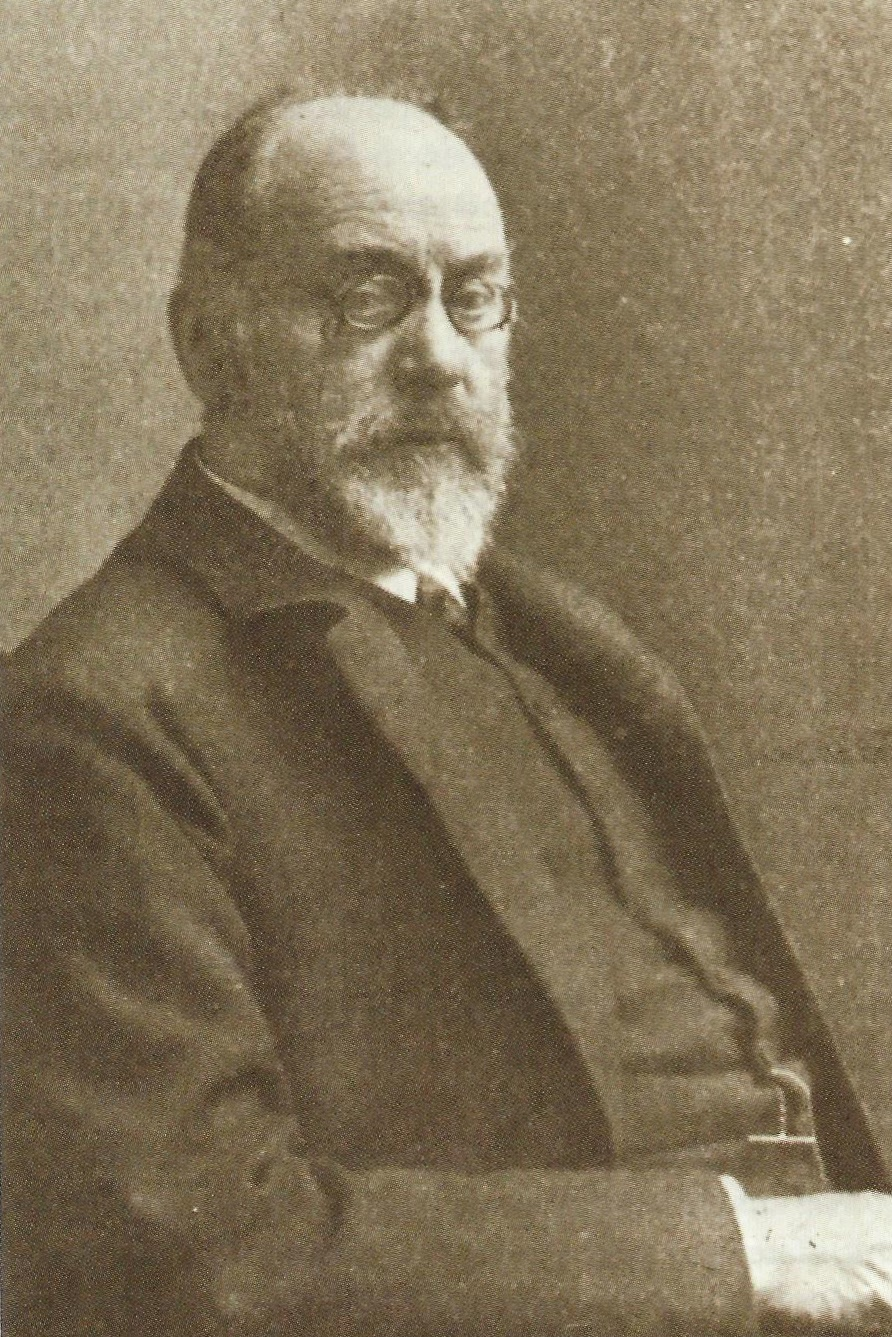
Anton von Frisch

Anton Ritter von Frisch (* 16. Februar 1849 in Wien; † 24. Mai 1917 ebenda) war ein österreichischer Urologe.

## Leben
Frisch war ein Sohn des 1877 geadelten Generalstabsarztes und Chefs des militärärztlichen Offizierkorps der k.u.k. Armee, Anton Ritter von Frisch (1811–1886). Frisch junior wurde nach Studium am Pasteur-Institut in Paris, nach einer Zeit als Demonstrator bei Josef Hyrtl und einer Assistentenzeit bei Theodor Billroth, Professor für Anatomie an der Akademie der bildenden Künste Wien. 1874 wurde er Universitätsprofessor in Wien und 1889 Primarius der urologischen Abteilung der Allgemeinen Poliklinik Wien. 1882 entdeckte er den Rhinosklerom-Bazillus und die Identität der Hadernkrankheit mit dem Milzbrand. Er begründete die Urologie als selbstständiges Fach an der Medizinischen Fakultät Wien. Mit 68 Jahren gestorben, wurde er am Dornbacher Friedhof bestattet.
Anton von Frisch war verheiratet mit Marie von Frisch, Tochter von Franz Serafin Exner sowie Schwester von Adolf Exner, Karl Exner, Sigmund Exner und Franz Serafin Exner. Sie hatten vier Söhne, darunter den Juristen Hans von Frisch, den Bibliothekar Ernst von Frisch sowie den Zoologen und späteren Nobelpreisträger Karl von Frisch.